# Ochyrocera oblita
Ochyrocera oblita là một loài nhện trong họ Ochyroceratidae. Loài này phân bố ở Venezuela.